# Cuadratura (astronomía)
El término cuadratura en astronomía tiene dos acepciones:
- Configuración o aspecto de un planeta superior tal que el planeta forma con el Sol un ángulo de 90° visto desde la Tierra. Hay dos, una cuadratura oriental y una cuadratura occidental. Durante las cuadraturas el planeta presenta una fase mínima.
- Posición de la Luna en los cuartos creciente y menguante. En ellas la Luna forma con el Sol un ángulo de 90° visto desde la Tierra. En esta configuración el instante de marea alta lunar coincide con el de marea baja solar, siendo su consecuencia más importante que se produce la marea alta más pequeña.

- Datos: Q28137